# 有肋震旦光介
有肋震旦光介（学名：Sinoradimella costata）为半花介科震旦光介屬下的一个种。